# Кузнецький (Кудеяровська сільрада)
Кузнецький (рос. Кузнецкий) — селище в Лукояновському районі Нижньогородської області Російської Федерації.
Населення становить 3 особи. Входить до складу муніципального утворення Кудеяровська сільрада.

## Історія
Від 2009 року входить до складу муніципального утворення Кудеяровська сільрада.

## Населення
| 2002 | 2010 |
| ---- | ---- |
| 7    | ↘3   |